# Gonzalo Serraclara

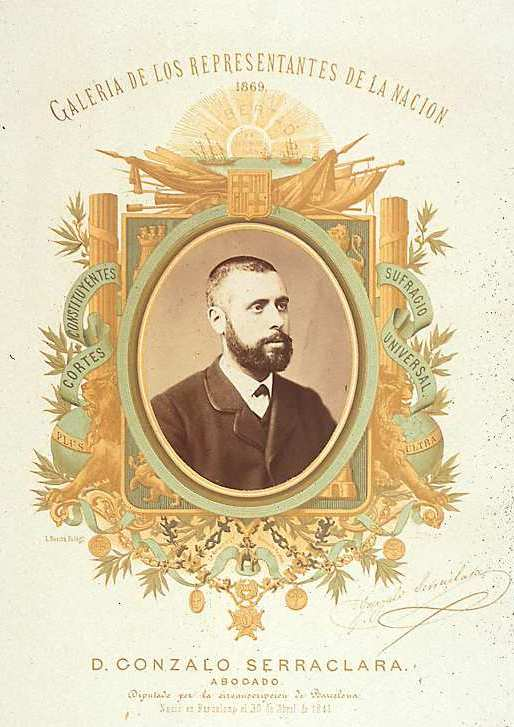
Gonzalo Serraclara, fotografía de Leopoldo Rovira sobre orla litográfica. Facsímil del autógrafo. Inscripción: «GALERÍA DE LOS REPRESENTANTES DE LA NACIÓN./1869 // D. GONZALO SERRACLARA/ABOGADO/Diputado por la circunscripción de Barcelona/Nació en Barcelona el 30 de Abril de 1841». Biblioteca Nacional de España.

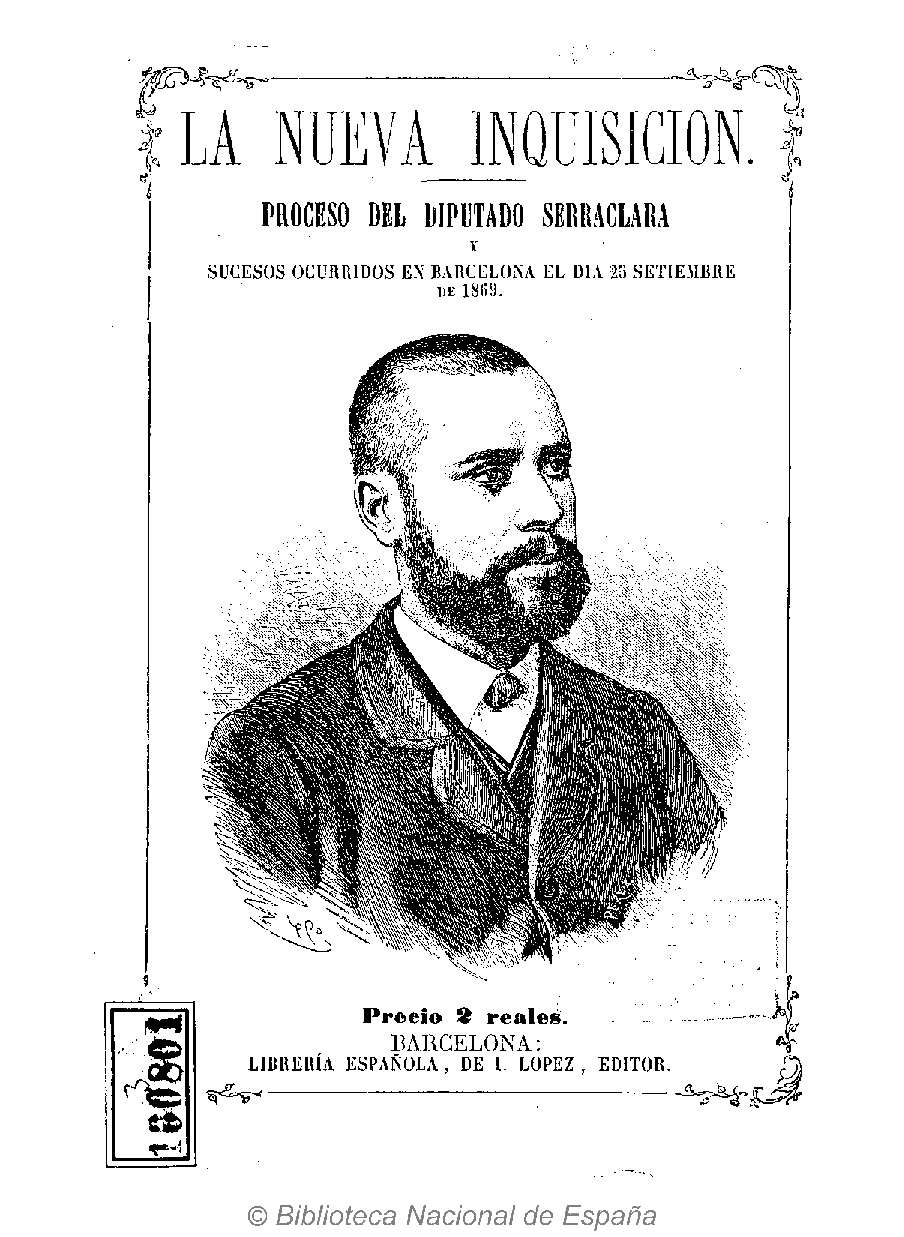
Cubierta de Proceso del diputado Serraclara, Barcelona, I. López, 1870.

Gonzalo Serraclara y Costa (Barcelona, 1840-1885) fue un abogado y político español, miembro del Partido Republicano Democrático Federal.

## Biografía
Terminó la carrera de Derecho en 1863.
Elegido diputado por la circunscripción de Barcelona en las elecciones a Cortes Constituyentes de enero de 1869, causó baja el 13 de enero de 1870 por sentencia en consejo de guerra y recuperó el acta en la elección parcial celebrada el 24 de octubre del mismo año, aunque solo iba a ocupar el escaño unos pocos días, pues tomó posesión el 16 de diciembre y cesó con el final de la legislatura el 12 de enero de 1871. Representante del sector más intransingente del republicanismo federal, fundó con Valentín Almirall y Manuel de Lasarte el Club de los Federalistas.
Sobre los sucesos del 25 de septiembre de 1869 y su participación en las agitaciones de carácter republicano federal ocasionadas por la disolución de la Milicia Nacional, origen del juicio en consejo de guerra al que fue sometido, él mismo, exiliado en Beaucaire, firmó el 1 de enero de 1870 y publicó su versión de los sucesos con el título en cubierta La nueva Inquisición. Proceso del diputado Serraclara y sucesos ocurridos en Barcelona el día 25 de setiembre [sic] de 1869 (Barcelona, Librería Española de I. López, Editor, 1870). Diciéndose hombre de ley y de derecho, explicaba como raíz del problema la actitud de los progresistas que para poner freno a la revolución, una vez en el poder, trataban de acabar con los republicanos, provocándolos a la insurrección:

El Capitán general D. Juan Prim y Prats, Conde de Reus por gracia de D.ª Isabel II á quien ha arrojado del trono, y presidente del Consejo de ministros de S. A. el Regente de España por gracia de la revolución á la que intenta parar en su camino y convertirla en provecho propio, trajo de su
escursión veraniega al imperio francés, un plan liberticida que tenía por objeto la entronización de un rey fantasma, que alejara la posibilidad del advenimiento al trono español de la familia de Orleans y á la vez vinculase el poder en manos del partido progresista, hambriento de destinos tras tantos años de privación y ayunos.

El 25 de septiembre, el capitán general de Cataluña, Eugenio Gaminde, aun habiendo amanecido la ciudad tranquila, ordenó a las tropas desplegarse, exigiendo el desarme de los voluntarios de la milicia urbana y el desmantelamiento de las barricadas que, según escribía Serraclara, se habían levantado sin ningún plan previo, «por ensalmo, sin dirección y en aquellos lugares en que las tropas, apostadas de antemano en puntos estratégicos, permitieron que se hiciese», y en todo caso en reacción a la actitud del ejército. En esas condiciones participó en las comisiones que se formaron desde el ayuntamiento para tratar de convencer a los republicanos de que levantaran las barricadas y al capitán general de que diera tiempo a ello. Cuando, no obstante los esfuerzos pacificadores, el ejército abrió fuego, siete miembros de la comisión, de la que también formaban parte Valentín Almirall y el alcalde popular Inocencio López, se refugiaron en el convento de Capuchinas donde fueron hechos prisioneros. Concluyendo con su relato de los sucesos decía:

En resumen, pues, para tomar las barricadas de Barcelona se emplearon dos medias horas; se causaron entre los dos bandos diez y seis víctimas y muy pocos heridos, se hicieron prisioneros casi todos los que las ocupaban y muchos vecinos pacíficos, en número entré todos de ciento diez y siete, y se recogieron ochenta, fusiles.
Esta fué aquella tan difícil jornada y celebrada victoria que ha valido al ejército español una lluvia de ascensos, grados, plácemes y condecoraciones, que en gran parte pagan y sostienen los mismos que fueron ametrallados.

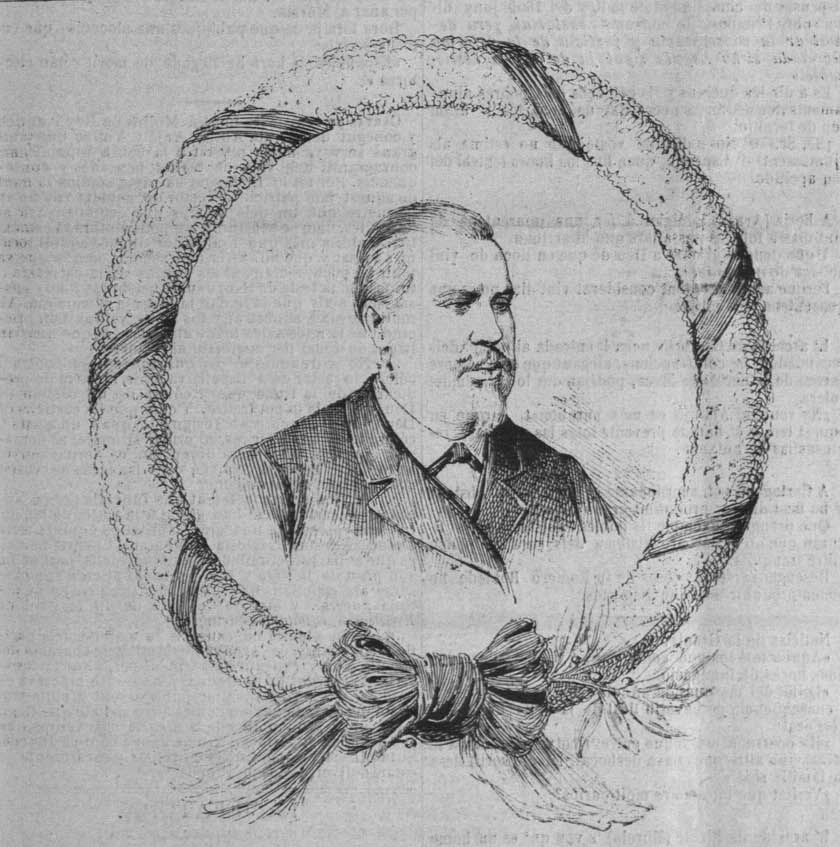
Retrato de Serraclara en un artículo necrológico en La Campana de Gracia

Celebrado el consejo de guerra el 30 de octubre, la sentencia le negaba el carácter de mediador, considerándolo únicamente como «agregado» a la comisión municipal y ello por su carácter de persona relacionada y «de más influjo en el Club republicano de la calle de Perot lo Lladre», condenándolo como cooperador con los revoltosos a la pena de doce años de cárcel, con la accesoria de inhabilitación absoluta para cargos y derechos políticos, pena que le fue conmutada por el Gobierno por la de extrañamiento por el mismo tiempo y finalmente amnistiada en 1870.
Falleció el 2 de agosto de 1885 en Barcelona y fue enterrado en el cementerio antiguo.